# Michele Federico Sciacca
Michele Federico Sciacca ['ʃakka] (* 12. Juli 1908 in Giarre; † 24. Februar 1975 in Genua) war ein italienischer Philosoph.
Sciacca studierte Philosophie an der Universität Neapel und war in der Anfangsphase vor allem von Giovanni Gentile beeinflusst. Seit dem Jahr 1947 lehrte Sciacca an der Universität Genua. Das dortige Institut für Philosophie und Geistesgeschichte Europas (Dipartimento di Studi sulla Storia del Pensiero Europeo) ist heutzutage nach ihm benannt. Nach dem Universallexikon ist Sciacca als Vertreter des Spiritualismus anzusehen. Er war zudem von 1959 bis 1974 der erste Präsident der Akademie deutsch-italienischer Studien.

## Werke
- L’intériorité objective (1952; dt. Objektive Inwendigkeit)
- Atto ed essere (1956; dt. Akt und Sein)
- Opere complete, 42 Bde. (1952–1979)

## Sekundärliteratur
- G. A. Roggerone: Interiorità e filosofia. Michele Federico Sciacca dieci anni dopo. Cavallino 1986.
- P. P. Ottonello (Hrsg.): Michele Federico Sciacca e la filosofia oggi. Florenz 1996.
- H. M. Ortiz: "Muerte e inmortalidad" de Sciacca. Firenze, Leo S. Olschki 2014.